# إيدر خوفري
إيدر خوفري (بالبرتغالية: Éder Jofre‏) مواليد 26 مارس 1936 في ساو باولو، ساو باولو، البرازيل، هو ملاكم برازيلي سابق صنّف ضمن فئة وزن الريشة. حقق بطولة رابطة الملاكمة العالمية وبطولة المجلس العالمي للملاكمة. سبق أن شارك في دورة الألعاب الأولمبية الصيفية.

## إحصائيات
خاض خلال مسيرته 78 نزالا، فاز في 72 وتعادل في 4 وخسر في 2. فاز بالضربة القاضية في 50 نزالا.

## روابط خارجية
- إيدر خوفري على موقع بوكس ريك (الإنجليزية) (registration required)
- إيدر خوفري على موقع أوليمبيديا (الإنجليزية)